# 克魯克斯頓 (內布拉斯加州)
克魯克斯頓（英語：Crookston）是位於美國內布拉斯加州切里縣的村。

## 人口
根據2020年美國人口普查的數據，克魯克斯頓的面積為1.13平方千米，皆為陸地。當地共有人口71人，而人口密度為每平方千米63人。